# موساشیزوکا
موساشیزوکا (به ژاپنی: 武蔵塚 むさしづか); نام مکان و مجتمع مسکونی در ناگاکوته، آیچی در استان ایچی است.